# Keeramangalam
Keeramangalam es una ciudad y nagar Panchayat situada en el distrito de Pudukkottai en el estado de Tamil Nadu (India). Su población es de 9357 habitantes (2011).

## Demografía
Según el censo de 2011 la población de Keeramangalam era de 9357 habitantes, de los cuales 4474 eran hombres y 4883 eran mujeres. Keeramangalam tiene una tasa media de alfabetización del 85,51%, superior a la media estatal del 80,09%: la alfabetización masculina es del 92,66%, y la alfabetización femenina del 79,11%.